# Ігри розуму (роман)
«Ігри розуму» (фр. Les Jeux de l'esprit) — антиутопічний науково-фантастичний роман французького письменника П'єра Буля, вперше опублікований 1971 року.

## Сюжет
На Землі вчені під егідою нобелівських лауреатів підштовхують політиків усього світу піти у відставку. Опинившись при владі, вони створили світовий науковий уряд, головна мета якого — підштовхнути людство до пошуку наукових істин, важливих виключно для них.
Цю мету можна досягти лише поетапно, спочатку вирішивши проблеми голоду та хвороб у світі, знищити нерівність між різними регіонами світу, встановити міцний мир та звільнити вільний час для чоловіків, щоб вони могли присвятити себе науковим дослідженням.
Але нове зло швидко охопило населення: хвиля депресії підштовхнула тисячі людей до самогубства.
Щоб приборкати це зло, вчені розробляють нові ультражорстокі ігри, які транслюють у всіх країнах, вони покликані повернути пристрасть до життя в натовпу.

## Зв'язок з іншими роботами
Ідею смертельних ігор можна знайти в інших науково-фантастики творах.
Наприклад, «Людина, що біжить» і «Довга прогулянка» Стівена Кінга, «Роллербол» або «Смертельні перегони 2000».
Ці жорстокі ігри, які легко уподібнюються цирковим іграм Стародавнього Риму, говорять про те, що людство не може обійтися без певної дози насильства. Вже Ювенал у своїх «Сатирах» говорив: «Panem et circenses».